# Domenico Moro (patriota)
Domenico Moro (Venezia, 25 luglio 1822 – Cosenza, 25 luglio 1844) è stato un patriota italiano, amico dei fratelli Bandiera, con i quali frequentò l'accademia militare di marina di Venezia .
Ritenuto da alcuni di casata patrizia (i Moro che diedero il doge Cristoforo), in realtà questa appartenenza risulta incerta. Di certo non proveniva da una famiglia benestante: primogenito di numerosa prole orfana di padre, gli furono comunque impartiti studi regolari sino all'ammissione al Collegio di Marina nel 1833.
Membro della società segreta Esperia, il 15 agosto 1842 fece da tramite tra i fratelli Bandiera e Giuseppe Mazzini a Londra, spedendo una lettera scritta da Attilio Bandiera. Dando inizio alla loro collaborazione con il politico.
L'anno successivo disertò la marina austriaca per prendere parte alla spedizione dei Bandiera in Calabria, si ritrovarono a Corfù il 31 maggio 1844 per poi arrivare in Calabria il 16 giugno.
Fu poi ferito il 19 giugno 1844 a San Giovanni in Fiore, e infine catturato dai borbonici e condotto nel carcere di Cosenza. Venne infine processato e giustiziato a Cosenza, nel Vallone di Rovito, insieme ai fratelli Bandiera e altri sei.